# Сунданский язык
Сунданский язык (Самоназвание — ᮘᮞ ᮞᮥᮔ᮪ᮓ Basa Sunda) — язык сундов, распространён в западной трети острова Ява. На нём разговаривают 36,7 млн человек, что составляет около 15 % населения Индонезии. У языка есть диалекты богор (краванг), чиребон, принган.
Сунданский язык классифицируется как язык австронезийской семьи западнозондской зоны.

## Фонология
В сунданской орфографии есть 7 чисто гласных звуков: a /ɑ/, é /ɛ/, i /i/, o /ɔ/, u /ʊ/, e /ə/, eu /ɤ/. Согласные фонемы транскрибируются с согласными p, b, t, d, k, g, c (произносится /tʃ/), j, h, ng (/ŋ/, возникла первоначально), ny /ɳ/, m, n, s /s/, w, l, r, y /j/. Другие согласные, которые заимствованы из индонезийского языка, в основном, перешли в родные согласные: f → p, v → p, sy → s, sh → s, z -> j, kh /x/ → h. Есть 16 согласных, представленных Яятом Сударьятом: /b/, /ts/, /d/, /g/, /h/, /dʒ/, /k/, /l/, /m/, /n/, /p/, /r/, /s/, /n/, /t/, /n'/, /f/, /v/, /z/. В сунданском языке только 16 согласных, а /f, v, z/ заимствованы. Кроме того, Сударьят не упомянул фонемы /w, j/ как полугласные.